# Bigpoint
Bigpoint ist ein deutsches Software-Unternehmen, das 2002 von Heiko Hubertz gegründet wurde und sich auf Entwicklung und Vertrieb von Browser- und Online-Spielen spezialisiert hat. Mit ca. 150 Mitarbeitern gehört die Firma zu den zehn größten deutschen Computerspieleherstellern und unterhält Büros in Hamburg, Berlin und Malta.
Seit 2016 gehört Bigpoint zum chinesischen Softwarehersteller Youzu Interactive.

## Geschichte

### Gründung und frühe Entwicklung
Bigpoint wurde 2002 von Heiko Hubertz als m.wire gegründet. Im April 2003 ging das erste eigene Browserspiel, der Eishockey-Manager Icefighter, ans Netz. Bis Ende 2004 wurden zwei weitere Spiele entwickelt und veröffentlicht, F1Manager und der Fussballmanager. 2005 wurde das Unternehmen in e-sport umbenannt. 2006 wurden eine Million registrierte Benutzer erreicht.
Im Dezember 2006 stieg die United Internet AG als Investor bei Bigpoint ein.

### Umfirmierung und Wachstum
Bis 2007 wuchs die Zahl der eigenen Spiele auf 22 an. Das Unternehmen wurde offiziell in Bigpoint umbenannt. Im selben Jahr gewann Bigpoint auch den OnlineStar.
Im Dezember 2009 übernahm Bigpoint den in Berlin ansässigen Spieleentwickler eLofd, was den Grundstein für Bigpoint Berlin darstellte. Bigpoint hielt bereits seit 2005 49 % Anteile an eLofd. Mit dem Kauf übernahm Bigpoint auch die Spiele „Land of Destruction“ und „XBlaster“.
Im Juni 2008 übernahmen der Private-Equity-Fonds Peacock, der wiederum zum amerikanischen TV-Sender NBC Universal gehört, und der britische Finanzinvestor GMT Communications Partners je 35 % an Bigpoint. Die restlichen 30 % verblieben bei den Gründern. 2009 erreichte Bigpoint die Marke von 100 Millionen registrierten Spielern und beschäftigte über 240 Mitarbeiter. Als erstes Spielesoftware-Unternehmen gehörte Bigpoint im selben Jahr zu den Gewinnern des European Business Award. Der Umsatz konnte im Jahr 2009 auf über 51 Millionen Euro gesteigert werden und es wurde ein operativer Gewinn von knapp 12 Millionen Euro erwirtschaftet. 2008 hatte er noch bei 26 Millionen Euro gelegen.
2010 übernahm Bigpoint den insolventen deutschen Spieleentwickler Radon Labs, der zuletzt insbesondere durch die Computerspiele Das Schwarze Auge: Drakensang und Drakensang: Am Fluss der Zeit auf sich aufmerksam gemacht hatte. Radon Labs wurde vollständig in das bereits bestehende Studio „Bigpoint Berlin“ integriert. Im selben Jahr wurden auch ein Büro im Silicon Valley bei San Francisco und eine weitere Niederlassung in São Paulo, Brasilien gegründet, die bis 2014 bestand. Die Zahl der Angestellten stieg bis Ende 2010 auf über 600. Beim Deutschen Entwicklerpreis 2010 gewann das Spiel Farmerama von Bigpoint den ersten Platz als „Bestes Browser-Game“, Bigpoint.com wurde zum „besten Gamingportal“ gewählt. Auch einen Lara-Award konnte Bigpoint 2010 mit „Farmerama“ gewinnen. Im Vergleich zu 2009 stieg der Umsatz 2010 auf 91 Millionen Euro.
Im Januar 2011 übernahm Bigpoint die Planet Moon Studios aus San Francisco. Ende Februar wurde bekannt, dass das Unternehmen eine strategische Partnerschaft mit Electronic Arts in der Vermarktung von Online-Spielen geschlossen hat. Die beiden US-amerikanischen Investmentgesellschaften TA Associates und Summit Partners erwarben laut dpa Ende April 2011 für 350 Millionen Dollar eine Aktien-Mehrheit von 67 % des Unternehmens. Die ehemaligen Mehrheitseigentümer Peacock Equity Fund und GMT Communications bleiben mit 2,5 % beteiligt. Bigpoint-Chef Heiko Hubertz hält weiterhin einen Anteil von 30,5 %. Im Mai 2011 beschäftigte Bigpoint nach eigenen Angaben rund 800 Mitarbeiter weltweit, entließ jedoch ein Jahr später mehr als 150 Mitarbeiter.

### Wirtschaftliche Herausforderung und chinesische Übernahme
Anfang 2012 trübte sich das wirtschaftliche Umfeld für Browserspiele ein, da ein Überangebot an Spielen die Margen drückte und große Firmen der konventionellen Spielebranche den reinen Browsergames-Herstellern Marktanteile abnahmen. Der wichtigste Konkurrent von Bigpoint, Marktführer Zynga, sprach eine Gewinnwarnung aus und kündigte einen Jobabbau an. Auch Bigpoint geriet in den Abwärtstrend: Im Oktober 2012 entließ die Firma 80 Mitarbeiter am Unternehmenssitz in Hamburg und schloss das Studio in San Francisco mit 40 Mitarbeitern. Firmenchef Heiko Hubertz wechselte zunächst an die Aufsichtsratsspitze und verließ das Unternehmen im April 2013.
Im März 2016 wurde Bigpoint für rund 80 Millionen Euro von dem chinesischen Software-Unternehmen Youzu Interactive Co. Ltd. mit Sitz in Shanghai übernommen. Zum 1. April 2017 verließ Khaled Helioui, welcher seit April 2013 als CEO tätig war, das Unternehmen. Sein Nachfolger als Managing Director wurde Brian Morrisroe. Es sollen chinesische Spiele für Mobiltelefone an den europäischen Markt angepasst werden. Eigenentwicklungen sind nicht in Arbeit.

## Unternehmen
Bigpoint gehört seit einer Übernahme 2016 zu Youzu Interactive, gelistet an der chinesischen Börse, mit Sitz in Shanghai. Das Unternehmen wird seit dem 4. April 2020 von Wanqin Liu, Geschäftsführerin der YOUSU GmbH, geleitet. Bigpoint gilt als eine der größten Erfolgsgeschichten der deutschen Spieleentwicklungsindustrie.

## Produkte

### Verwendete Technologie
Die Bigpoint-Spiele werden unter Verwendung von Web-Technologien wie PHP, Adobe Flash, Java und Unity entwickelt. Da die Spiele nicht auf den Rechnern der Spieler installiert werden müssen, erfolgt der Betrieb nach den Prinzipien von Software as a Service.

### Von Bigpoint entwickelte Spiele
- ActionLeague
- Battlestar Galactica Online
- BeBees
- Chaoscars
- DarkOrbit
- Deepolis
- Drakensang Online
- Elorian
- Fantasyrama
- Farmerama
- Fussballmanager
- Gangs of Crime
- Germany's Next Top Model – The Game
- Gladius II
- Hellblades
- Icefighter
- K1 Fighter
- K.O. Champs
- Kultan – The World Beyond
- Maestia – Shattered Light
- Managergames Hockey
- Managergames Soccer
- Odins Land
- Parsec
- Piratestorm
- Popstars – The Game
- Ramacity
- Rising Cities
- Seafight
- Skyrama
- SpeedCars
- SpeedSpace
- The Pimps
- War of Titans
- ZooMumba

### Von Bigpoint veröffentlichte Spiele
- 11 Manager
- Anophis
- Arenas of Glory
- Case White
- Castle Fight International
- Damoria
- Dolumar
- Drift City
- Generated Affixation: The Nexus Lancinate
- Land of Destruction
- Pirates 1709 International
- Puzzle Pirates
- Rangersland International
- Rise of Gods
- Skaph
- SpaceConquer
- Terminator Salvation
- Toonracer
- Wanted
- Warstory
- War Machines
- WonderKing Online
- X-Blaster
- Xhodon

## Auszeichnungen
- 2007: OnlineStar
- 2009: European Business Award
- 2010: Deutscher Entwicklerpreis 2010 „Bestes Browser-Game“ Farmerama, „Bestes Gamingportal“ für Bigpoint.com[12]
- 2010: Lara-Award für Farmerama[13]